# 葉份
葉份（1502年—？年），字原學，號蓮峰，南直隶徽州府婺源縣人，明朝政治人物。

## 生平
治《礼记》，行四，由府學附學生中式嘉靖元年（1522年）壬午科應天府鄉試第七十五名舉人，年二十二歲中式嘉靖二年（1523年）癸未科會試第二百五十七名，第二甲第六十二名進士。授刑部主事，历升刑部陕西司郎中，十三年（1534年）闰二月升山东提学副使。

## 著作
著有《蓮峰集》。

## 家族
曾祖葉觀武。祖父葉兆允，封文林郎、知县。父葉天球，知府。母汪氏，封安人。具庆下。兄倓、弟僑、仕、倬、倞、佐、任。